# Bulbophyllum bisetum
Bulbophyllum bisetum là một loài phong lan thuộc chi Bulbophyllum.